# Lipa (Beltinci)
Lipa é uma vila localizada no município de Beltinci na Eslovênia. Possuía uma população estimada de 585 habitantes em 2020.